# Dickinson, Texas
Dickinson là một thành phố thuộc quận Galveston, tiểu bang Texas, Hoa Kỳ. Năm 2010, dân số của xã này là 18680 người.

## Dân số
- Dân số năm 2000: 17093 người.
- Dân số năm 2010: 18680 người.